# 上大月駅

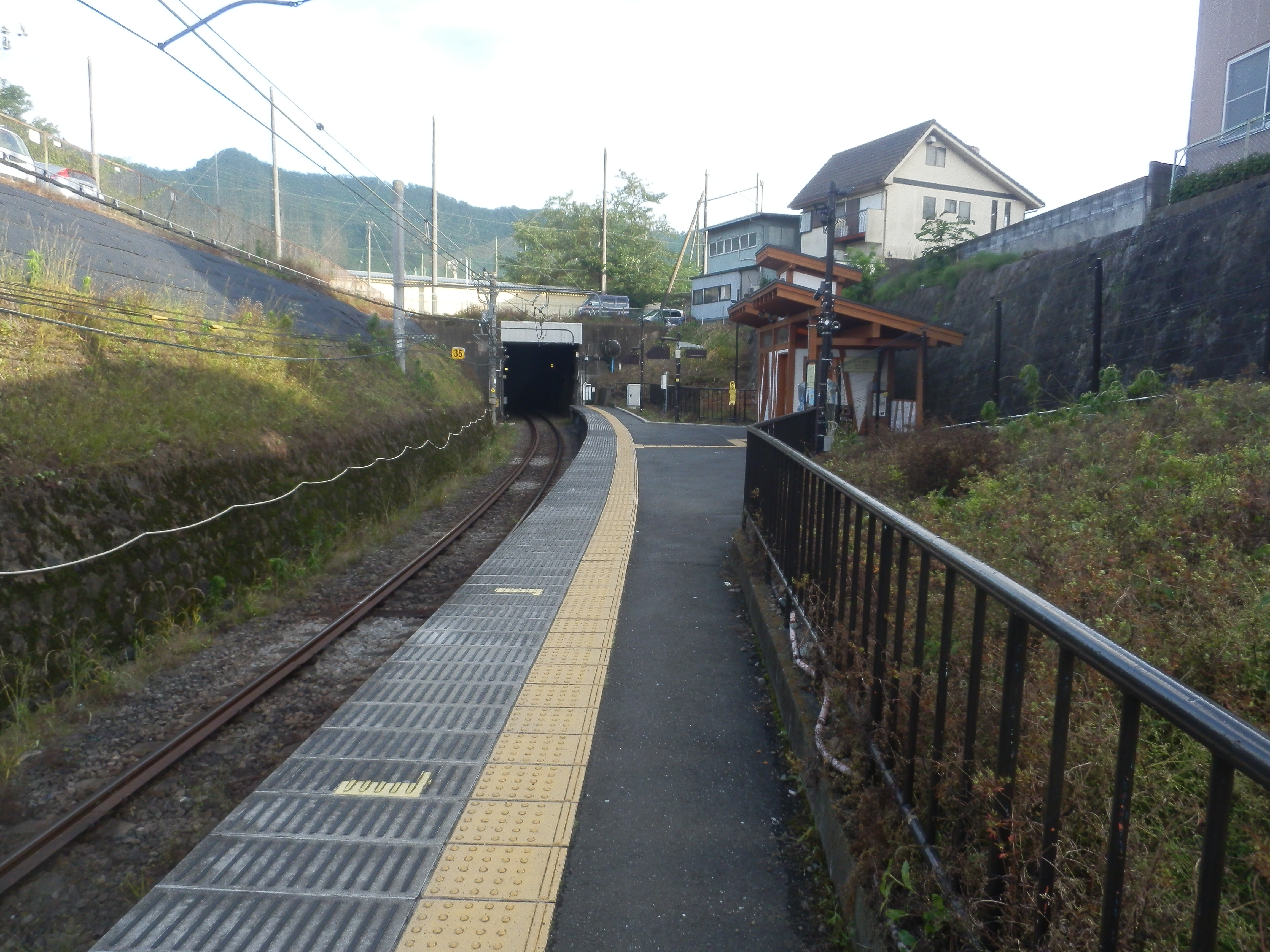
ホーム（2025年6月）

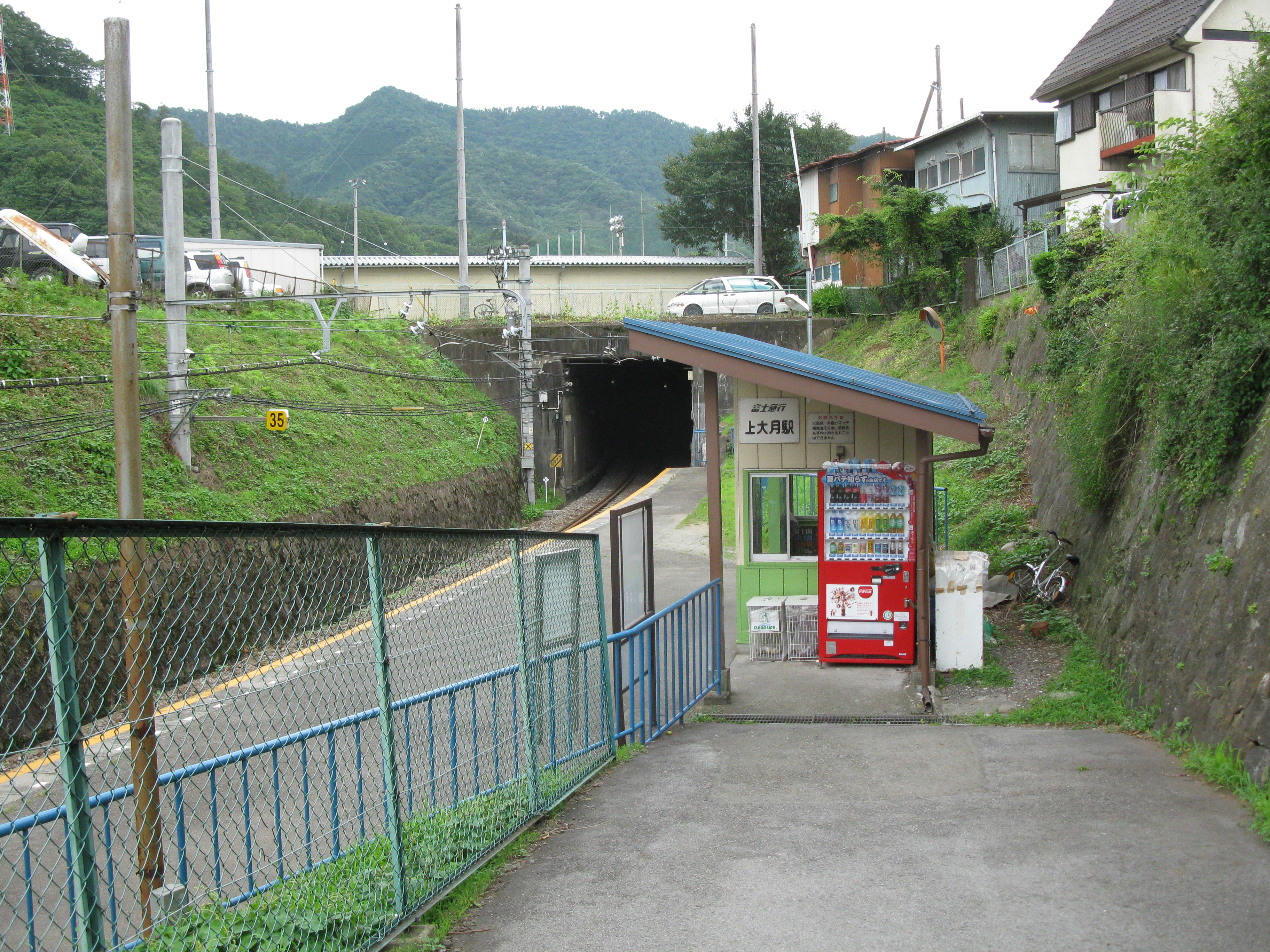
建替え前の待合所（2009年7月）

上大月駅（かみおおつきえき）は、山梨県大月市大月二丁目にある富士山麓電気鉄道富士急行線の駅。駅番号はFJ02。副駅名は「都留高校前」（つるこうこうまえ）。
かつては一部の普通列車が通過していたが、2021年3月13日ダイヤ改正以降は全ての普通列車が停車している。

## 歴史
- 1929年（昭和4年）6月19日：大月橋駅として開業。
- 1934年（昭和9年）までに上大月駅に改称。
- 2015年（平成27年）3月14日：ICカード「Suica」の利用が可能となる[2]。
- 2019年（令和元年）5月17日：副駅名「都留高校前」を導入[1]。
- 2022年（令和4年）4月1日：富士急行の鉄道事業分割に伴い、富士山麓電気鉄道の駅となる[3]。

## 駅構造
単式ホーム1面1線を有する地上駅。線路はカーブしながらほぼ南北に走り、ホームは西側にある。無人駅で駅舎はないが、ホームの上に小さな待合室が置かれている。待合室は当時の富士急行と山梨県立都留高等学校が共同でデザインしたもので、大きな丸時計を掛け、木をふんだんに使って壁を白色にするなど、校舎をイメージしたデザインとなっている。
駅は切り通しの中に設けられている。駅の大月方で線路を跨ぐ国道20号の跨線橋があり、ホーム中ほどから国道へ細い坂道で接続している。簡易Suica改札機は待合室脇に設置されている。

## 利用状況
2018年度（平成30年度）の1日平均乗降人員は82人である。富士急行線の駅では最も少ない。
| 1日乗降人員推移 | 1日乗降人員推移 |
| 年度            | 1日平均人数     |
| --------------- | --------------- |
| 2011年          | 115             |
| 2012年          | 123             |
| 2013年          | 120             |
| 2014年          | 95              |
| 2015年          | 93              |
| 2016年          | 82              |
| 2017年          | 99              |
| 2018年          | 82              |
| 2019年          | 98              |
| 2020年          | 75              |
| 2021年          | 77              |

## 駅周辺
JR中央本線と離れてすぐのところにある駅で、周囲は大月の市街地である。駅周辺には大月市立大月東小学校や山梨県立都留高等学校（そのグラウンドの真下を当路線が通過する）があり、さらに西側には大月市立中央病院などがある。大月市役所は駅から300メートルほどと近いが、大月駅からでも同じほどの距離である。
駅の西すぐで国道20号から国道139号が分岐し、駅の西250メートルほどのところで桂川と笹子川が合流する。
- 大月市立大月東中学校

### バス路線
国道20号上にある「都留高校前」停留所や「市役所前」停留所より、富士急バスの路線が発着している。

## 隣の駅
富士山麓電気鉄道
■富士急行線
大月駅 (FJ01) - 上大月駅 (FJ02) - 田野倉駅 (FJ03)